# Harry Souttar
Harry James Souttar (ur. 22 października 1998 w Aberdeen) – australijski piłkarz szkockiego pochodzenia grający na pozycji obrońcy w klubie  Sheffield United, do którego jest wypożyczony z Leicester City, oraz reprezentacji Australii.

## Kariera klubowa
Harry Souttar urodził i wychowywał się w Szkocji. Jednak jego matka była Australijką. Pierwsze piłkarskie kroki stawiał w klubie Brechin City Boys Club. W 2013 trafił do Dundee United. W 2015 roku zadebiutował w dorosłej drużynie. Rok później przeniósł się do Stoke City. Zanim znalazł miejsce w tym zespole, był z niego wypożyczany. W 2018 występował w szkockim Ross County. Z klubem spadł jednak ze Scottish Premiership. W latach 2019–2020 reprezentował barwy Fleetwood Town z League One. Od sezonu 2020/21 grał w Stoke City w Championship. 
W styczniu 2023 roku przeszedł do Leicester City. W pierwszym sezonie spadł z klubem z Premier League. Do najwyższej ligi powrócił w następnym roku. Na początku sezonu 2024/25 został wypożyczony do Sheffield United.

## Kariera reprezentacyjna
Souttar występował w młodzieżowych reprezentacjach Szkocji: U-17 i U-19. W 2019 roku podjął decyzję o reprezentowaniu Australii. W tamtejszej kadrze zadebiutował 10 października 2019 w meczu z Nepalem. W tym samym starciu zdobył dwie bramki. Pomimo pozycji obrońcy w eliminacjach Mistrzostw Świata 2022 zdobył 6 bramek. 
Został powołany na Mistrzostwa Świata 2022. Tam wystąpił we wszystkich spotkaniach. Jego dobra forma przyczyniła się do wyjścia z grupy przez Australię i była chwalona przez opinię publiczną. Znalazł się też w kadrze na Puchar Azji 2023, gdzie dotarł z drużyną do ćwierćfinału.